# Турач червонодзьобий
Тура́ч червонодзьобий (Pternistis adspersus) — вид куроподібних птахів родини фазанових (Phasianidae). Мешкає в Південній Африці.

## Опис

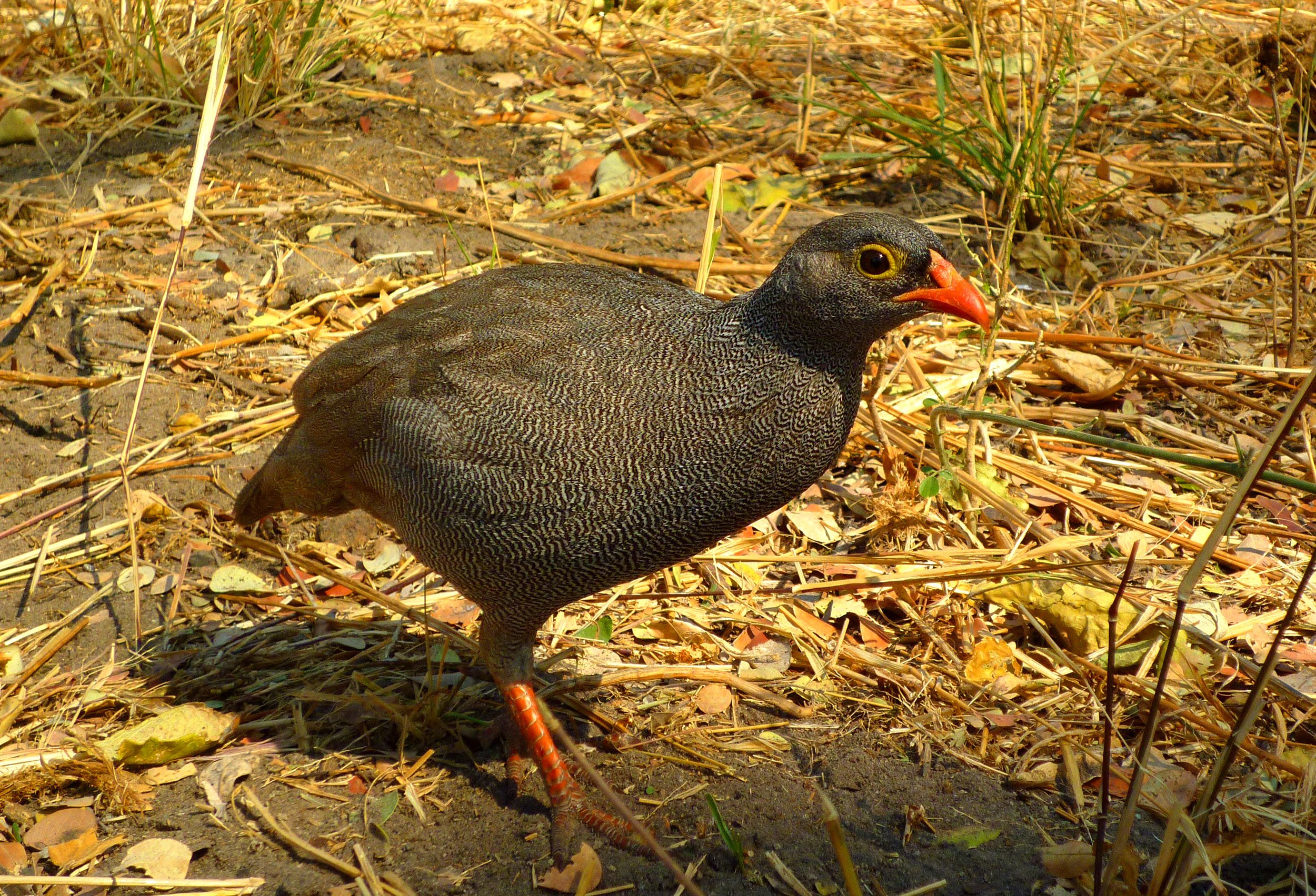
Турач червонодзьобий

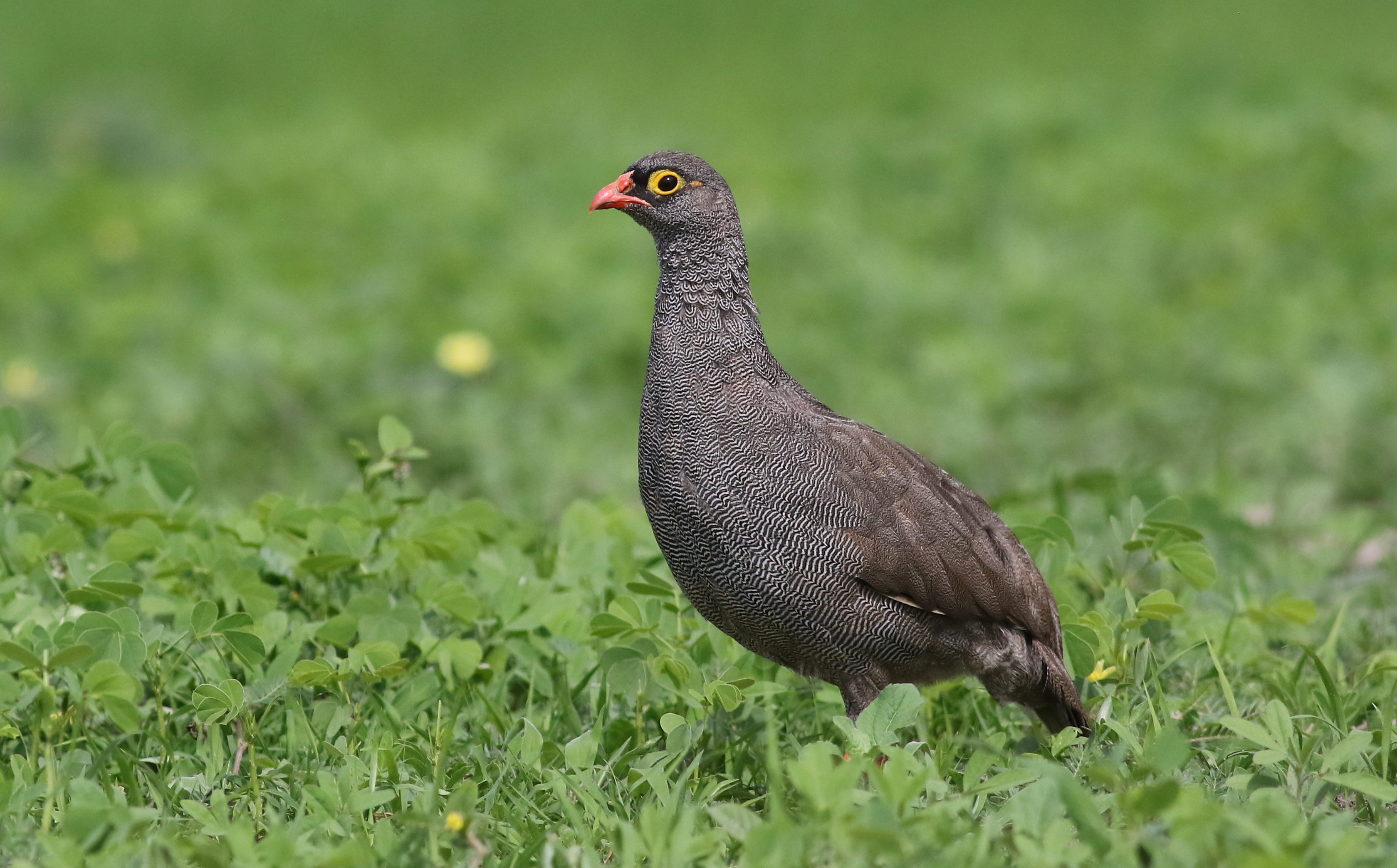
Турач червонодзьобий (Національний парк Чобе, Ботсвана)

Довжина самців становить 38 см, самиць 33 см, самці важать 340-635 г, самиці 340-549 г. Голова, шия, верхня частина спини і нижня частина тіла поцятковані тонкими чорнувато-сірими і білими смужками. Лоб і обличчя чорнуваті, навколо очей кільця голої жовтої шкіри, скроні рівномірно темно-сірі. Крила, надхвістя і верхні покривні пера хвоста сірувато-коричневі, поцятковані тонкими охристими смужками. Очі темно-карі, дзьоб і лапи червоні. У самиць шпора відсутня або коротка, у самців їх може бути дві. Молоді птахи мають менш сіре і більш коричневе забарвлення, верхня і нижня частина тіла у них поцятковані тонкими охристими смужками. Кільця навколо очей у них жовті, лапи тьмяно-жовті, дзьоб коричнюватий.

## Поширення і екологія
Червонодзьобі турачі мешкають на півдні Анголи і південному заході Замбії, на заході Зімбабве, в Ботсвані, на півночі Намібії та на півночі Південно-Африканської Республіки. Спроби інтродукції їх на Гавайських островах виявилися невдалими. Червонодзьобі турачі живуть в саванах, порослих чагарниками і деревами, зокрема в міомбо, в галерейних лісах, в сухих акацієвих лісах і рідколіссях та в чагарникових заростях на берегах річок і озер. Зустрічаються зграйками, які можуть нараховувати до 20 птахів, іноді можуть приєднуватися до змішаних зграй птахів разом з чорноногими турачами, під час сезону розмноження територіальними парами. Живляться переважно насінням трав, а також листям, ягодами, цибулинами, комахами і равликами. Гніздяться переважно з грудня по квітень, в Намібії і Ботсвані з квітня по червень. В кладці від 4 до 10 кремових або охристих яєць (зазвичай 6-7). Інкубаційний період триває 19-20 днів.